# Capsule (film)
Capsule è un film del 2015  diretto  Andrew Martin.

## Trama
Guy Taylor, sposato con Charlotte, è un esperto pilota di caccia britannico ed è al comando della prima missione spaziale con equipaggio della Gran Bretagna. Si è allenato duramente per tre anni, e nel 1959 al culmine della guerra fredda si ritrova da solo nello spazio in una capsula in avaria.